# Vasil' Kliment'jev
Vasil' Petrovič Kliment'jev, in ucraino Василь Петрович Климентьєв?, in russo Василий Петрович Климентьев?, Vasilij Petrovič Kliment'ev (10 ottobre 1943 – 11 agosto 2010), è stato un giornalista ucraino e caporedattore del giornale Nobij stil' con sede a Charkiv, Ucraina.
L'11 agosto 2010 è scomparso in circostanze misteriose e ad oggi ritenuto morto.

## Biografia
Kliment'jev era noto per le sue indagine sui casi di corruzione nell'area di Charkiv. È scomparso dopo aver lasciato casa nella mattinata dell'11 agosto 2010.
Il 15 agosto 2010, la polizia ha aperto un'indagine presupponendo che si fosse trattato di un omicidio . Il 17 agosto 2010, il telefono di Kliment'jev è stato trovato in un'imbarcazione in un lago vicino alla riserva Pechenezskiy Malgrado le numerose indagini, la sua sorte non è ancora chiarita.
La sua scomparsa è stata comparata a quella di Georgij Gongadze, un giornalista che è stato ucciso nel 2000 per un'inchiesta sulla corruzione. In una dichiarazione l'Unione Europea ha espresso profonda preoccupazione per la scomparsa di Kliment'jev e ha esortato l'attenzione di Viktor Janukovyč.